# Anatomie měkkýšů

Hlemýžď

Anatomie měkkýšů se zabývá vnitřní stavbou těla měkkýšů. Tělo se dělí na hlavu, nohu a útrobní vak. Útrobní vak obsahuje orgány a je kryt kožním záhybem tzv. pláštěm, jehož pokožka vylučuje na povrch schránku z uhličitanu vápenatého. U plžů se schránka nazývá ulita a u mlžů lastura. U nahých plžů není útrobní vak a vnitřní orgány jsou uloženy v noze pod pláštěm. U některých zástupců je schránka redukovaná např. u sépií na sépiovou kost a u některých úplně chybí např. u chobotnic.

## Trávicí soustava
U plžů jsou kolem ústního otvoru pysky. Pak následuje dutina ústní a do ní ústí slinné žlázy. Na rozhraní ústní dutiny a jícnu je radula. Radula slouží ke strouhání potravy. Radulu tvoří odontocyty vzniklé z odontoblastů. Zuby raduly bývají mineralizované většinou vápníkem, u přílipky i železem. Radula je důležitý určovací znak a dokonce u rodu Nassa má každé pohlaví jinou radulu. Radula se opotřebovává na předním konci a neustále dorůstají další zuby na zadním konci.
Posun potravy v trávicí trubici zajišťuje pohyb brv (řasinek) hlavně u mlžů ale také u plžů. Rozšířená část předního střeva se nazývá žaludek. Vývody slinivkojaterní žlázy (hepatopankreas) se spojují v jeden vývod a ústí do žaludku. Hepatopankreas produkuje enzymy, které štěpí celulózu na lehce stravitelné sacharidy. Rychlost filtrace mlžů: americký mlž Lampsilis luteolus přefiltruje 24 cm3 · min−1, tzn. asi 1,5 l za hodinu.
Hlemýžď zahradní je schopen trávit celulózu, která je pro většinu živočichů těžko stravitelná. Hlemýžď zahradní za 1 den spotřebuje asi 5 g potravy = polovina jeho hmotnosti. Slimáci sežerou za 1 noc biomasu o hmotnosti asi čtvrtiny své hmotnosti. Podle informací firmy Biobest sežerou za 24 hodin potravu až o polovině své hmotnosti. To je možné např. tak, že žerou podzemní části rostlin. Plži rozkládají a resorbují intracelulárně bílkoviny (proteiny) v hepatopankreatu, kde jsou žlázové buňky produkující příslušné enzymy – proteázy. Bílkoviny rozkládají za přibližně neutrální reakce, kdežto obratlovci za kyselé. Do hepatopankreatu nejčastěji migrují pohyblivé parazitické redie motolic (třída Trematoda, podtřída Digenea) a aktivně konzumují hostitelskou tkáň (případně stadia jiných motolic). Sphaerium corneum přijímá potravu i při teplotě blízko nuly.

## Obsah vody a sliz
Měkkýši přijímají vodu ústním otvorem (digestivně) přímo nebo v potravě, vodní druhy také penetrací přes pokožku, suchozemští absorpcí vodních par ze vzduchu přes pokožku.
|                                    | obsah vody | poznámka                       |
| ---------------------------------- | ---------- | ------------------------------ |
| ústřice                            | 83 %       |                                |
| slávka jedlá (Mytilus edulis)      | 84 %       |                                |
| suchozemští měkkýši                | 50 – 90 %  | za normálních podmínek         |
| dehydratovaný Malacolimax tenellus | 20 – 22 %  | = ztráta 78 – 80 % vody        |
| člověk (pro srovnání)              | 60 – 70 %  | nepřežije ztrátu vody nad 20 % |

Jako poikilotermní živočichové mohou ztrácet více vody než homoiotermní. Např. Limax variegatus na suchu ztrácí 2,5 % své hmotnosti za hodinu, ale pohybující se ztrácí asi 16 % za hodinu.
Vlhkomilné druhy (např. slimáček polní Deroceras agreste) se vyznačují hygrokinetickou aktivitou v závislosti na změnách vlhkosti vzduchu. Xerorezistentní je např. Anisus spirorbis díky tomu, že si tvoří vápnité víčko – epifragma. Plovatky se při vysychání jen přitisknou na vlhké dno, případně se snaží zalézt hlouběji. Slávička mnohotvárná vydrží několikatýdenní sucho.
Pokožka je jednovrstevná a obsahuje podpůrné buňky, buňky žlázové, smyslové, obrvené buňky. Žlázové buňky (anglicky: secretory cells) (dříve nazývané také jako (jedno)buněčné žlázy) u plžů jsou mírně pod úrovní pokožky a produkují sliz. Pro usnadnění pohybu produkuje sliz také chodidlová žláza umístěná v přední části chodidla. Sliz plžů má toto složení: voda, soli, baktericidní látky (rány se hojí pomalu), mucin. Mucin způsobuje sliz slizkým: je nerozpustný vodě a ve vodě jen nabobtná. Sliz zabraňuje vyschnutí, zmírňuje tření, očišťuje plášťovou dutinu, ochraňuje a slepuje vajíčka a může odpuzovat predátory. Zásluhou slizu je např. hlemýžď zahradní imunní vůči smogu, většině chemických přípravků a postřiků a dalším nepříznivým vlivům.
Poznámka: Jiné slizové látky jsou mukopolysacharidy (slizové obaly bakterií, synoviální kapalina kloubů, v slzách, v sopli), rostlinné slizy = mucilago.
Suchozemští plži mají také osmoregulační orgány pro odstraňování přebytečné vody z těla, což jim umožňuje přežívat povodně, jinak by při povodních nabobtnali, např. Deroceras laeve snese zatopení vodou 1 až 2 dny.

## Dýchací soustava
Vzduch vniká do plášťové dutiny pneumostomem. Předožábří plži dýchají pomocí pérovité žábry umístěné v plášťové dutině. U plicnatých plžů jsou plíce tvořeny dutinou plicní, což je přeměněná plášťová dutina. Vnitřní stěna je řasnatá nebo houbovitá, aby měly plíce větší povrch. Stěna plášťové dutiny je bohatě protkána vlásečnicemi a hemolymfa se tak dostává do styku se vzduchem. Někdy vodní plicnatí plži čerpají kyslík přímo z plášťové dutiny naplněné vodou. Toto vodní dýchání má např. plovatka asi do dvanáctého dne po vylíhnutí nebo Planorbis planorbis ve vodě pod ledem.
Mnoho z vodních plicnatých plžů má druhotné žábry vytvořené z různých plášťových přívěsků. Podle toho jak dobře jsou ty přívěsky vyvinuté a kolik je ve vodě kyslíku, tak musí dýchat u hladiny. Ale např. celou zimu musí vydržet pod ledem s tímto druhotným dýcháním bez přístupu k vzdušnému kyslíku. V zimě je naštěstí v chladné vodě kyslíku rozpuštěno víc.
Naši vodní plicnatí plži patří do těchto čeledí:
- plovatkovití Lymnaeidae – mají plášťovou dutinu naplněnou vodou = tzv. vodní plíce. Musí se nadechovat u hladiny pouze ve velmi málo okysličené vodě.
- okružákovití Planorbidae – mají v okolí dýchacího otvoru (z venku nebo přímo uvnitř plášťové dutiny) přívěsky a ty jim slouží k doplňkovému (přechodnému) dýchání. Takže v okysličené vodě vydrží velmi, velmi dlouho a nemusí se nadechnout u hladiny. V málo okysličené vodě se nadechují u hladiny častěji. Ale někteří tak mohou dýchat celý život a nikdy k hladině nejdou, např. Ancylus fluviatilis.
- člunicovití Acroloxidae
- levatkovití Physidae

## Cévní a vylučovací soustava
Transport látek umožňuje hemolymfa.
U většiny měkkýšů (např. hlemýžď, škeble, …) slouží k přenosu kyslíku krevní barvivo hemocyanin volně rozpuštěný v hemolymfě. Hemocyanin je bílkovina obsahující měď jako centrální atom. V oxidovaném stavu je modrý, v redukovaném je bezbarvý. Umožňuje vázat jen asi 70 ml kyslíku na 1 litr hemolymfy, protože molekula O2 se váže na 2 atomy mědi.
Hemoglobin je červené krevní barvivo u čeledi okružákovití (Planorbidae). Obsahuje z 96 % bílkovinu globin a ze 4 % nebílkovinný pigment hem. Jedna molekula hemoglobinu obsahuje čtyři hemové skupiny a každá jako centrální atom obsahuje železo. Hem je chemicky protoporfyrin a váže přes železo jednu molekulu kyslíku. Jedna molekula hemoglobinu tedy váže 4 molekuly kyslíku. Umožňuje vázat až 200 ml na 1 litr hemolymfy. U některých mlžů je krevní barvivo již v krevních buňkách v hemolymfě. Červenou hemolymfu mají také návky, ale nenašel jsem zatím ověření v literatuře, že jde o hemoglobin. Lymnaea stagnalis při podráždění vylučuje hemolymfu z otvoru poblíž ledviny (haemální porus). U plžů a mlžů je otevřená cévní soustava, tzn. že hemolymfa se stýká s tkáněmi přímo v tělních dutinách, které jsou vřazeny do soustavy trubic.
Schéma cirkulace hemolymfy u plicnatých plžů:
- síť cév u plic → okysličená hemolymfa v plicní žíle → předsíň (atrium) → komora (= síň) → aorta → aorta se dělí na hlavovou aortu a útrobní aortu → tělní dutiny → žilné lakuny → žíly → opět síť cév u plic.

Z plic nebo žaber jde hemolymfa do plicní žilou do předsíně srdce, do komory. Srdce měkkýšů je vakovité, má 1–4 předsíně (podle druhu měkkýše) a 1 komoru (síň). Srdce je u plžů uloženo v tenkostěnném osrdečníku (perikard). Předsíň je u plžů tenkostěnná, ale komora je silnostěnná, protože pumpuje hemolymfu dále do těla. Rychlost srdce škeble je méně než 4 stahy za minutu v létě a 1 stah za 3 minuty při teplotě 0 °C.
Z komory srdce jde hemolymfa tepnami do tělních dutin. Žilné lakuny jsou hlavně kolem žaludku, hepatopankreatu a pohlavních žláz. Pak jde žilami znovu do plic nebo do žaber.
U hlavonožců je souvislá soustava cév – téměř uzavřená cévní soustava s rozlišitelným malým a velkým oběhem. Malý oběh: odkysličená krev z těla jde do žaberních srdcí a pak do žaber. Velký oběh: okysličená krev ze žaber jde do jedné nebo více předsíní, pak do komory a pak do tkání. Z příčně pruhované svaloviny je komora a žaberní srdce. Předsíně obsahují hladkou svalovinu. Aktivita srdce je myogenní. Rytmus srdce je řízen nervově a to jak stimulačně tak inhibičně (periferní inhibice). Vyskytuje se zde poprvé nervové řízení průtoku krve cévami tak, že se mění jejich světlost.
Všichni měkkýši mají ledviny metanefridiálního typu = metanefridium. Nefridium vyniká vychlípením levé strany perikardu. U zárodků plicnatých plžů jsou ještě protonefridie a ty zanikají. Metanefridia u červovců odvádějí také pohlavní buňky z jejich dvou hermafrodických žláz do perikardu. Plži mají většinou kvůli torzi zachovanou pouze levé metanefridium, to ústí širokou nálevkou do perikardu a ven ústí vedle řitního otvoru. Někteří předožábří plži však mají ještě pár nefridií. Mlži mají 2 metanefridie zvané Bojanův orgán. Hlavonožci mají 2 (Dibranchiata) nebo 4 (Tetrabranchiata) metanefridie.
První dusíkatou sloučeninou vzniklou rozpadem bílkovin je amoniak (NH3).
Krakatice přímo využívají vzniklý amoniak pro vznášení ve vodě, protože amoniak je lehčí než voda.
Suchozememští plži musí šetřit vodou a odstraňují dusíkaté látky v podobě kyseliny močové, protože kyselina močová je nerozpustná ve vodě. Tím patří mezi urikotelní živočichy. Ostatní měkkýši jsou ureotelní, tzn. že vylučují močovinu vzniklou štěpením aminokyseliny argininu. Močovina se dostává do hemolymfy, ledvinou (metanefridie) do plášťové dutiny a ven z těla.

## Nervová a smyslová soustava

### Nervy
Nervová soustava měkkýšů je gangliová (ganglium je shluk nervových buněk). U hlavonožců vzniká splynutím komplexů ganglií jednoduchý mozek (avšak nejsložitější ze všech měkkýšů).
V nervové soustavě je jako excitační i inhibiční přenašeč (mediátor, neurotransmiter) acetylcholin případně L-glutamát pouze jako excitační přenašeč.
U paplžů vedou z hlavového ganglia 4 konektivy spojené několika komisurami.
U plžů je 5 párovitých ganglií, která jsou mezi sebou propojena. Cerebrální (mozkové) inervují ústroje hmatu, polohy, zraku a ústí ulity. Pedální (nožní) inervují svalstvo nohy. Pleurální (postranní) inervují plášť a žábry. Parietální (temenní) inervují ústroje čichu. Viscerální (útrobní) inervují vnitřní orgány. Někdy jsou navíc u ústního otvoru ganglia bukální inervující jazýček s radulou. Draví plži mají dokonalejší nervovou soustavu a smyslové orgány.
U mlžů jsou ganglia také mezi sebou propojena a některá splývají: cerebropleurální, visceroparietální (inervují také svěrače lastur) a pedální.
U hlavonožců vznikl mozek splynutím nadjícnového a podjícnového komplexu ganglií a je uložen v chrupavčitém pouzdře. Každý shluk nervových buněk v rameni inervuje jednu přísavku. Na rychlé spojení mezi vzdálenými částmi těla mají hlavonožci v CNS tzv. obří nervová vlákna široká od 500 mikrometrů až 1 mm a dlouhá až 1,5 m. Tím se dosahuje rychlosti ve vedení vzruchů až 30 m · s−1. Hlavonožci mají z bezobratlých nejlepší schopnost učení. Někteří vědci tvrdí, že u měkkýšů je také spánek.

### Smysly
U měkkýšů se vyskytují v pokožce tzv. kožní pupeny = pohromadě několik smyslových buněk s tyčinkovitými výběžky.
Ústrojím statické rovnováhy je u plžů a hlavonožců statocysta se statolitem nebo se statokoniemi.
Osfrádia fungují jako chemoreceptory na určení kvality vody.
U některých mlžů jsou složené oči (oculi).
Oči měkkýšů jsou everzní (přivrácené) = výběžky zrakových buněk jsou přivrácené ke světelným paprskům. Oči paplžů jsou miskovité. Oči plžů mohou být také jednoduché oční jamky, oči pohárkové (pohárkovité) až váčkovité s čočkou a sklivcem. Oči hlavonožců jsou komorové oči – nejdokonalejší typ oka (stejný jako u člověka).
Hlavonožci mají také své oblíbené chapadlo, které používají častěji, a také oblíbené oko.
Hlemýžď zahradní rozlišuje 3 chutě: sladké, slané a hořké.[zdroj?]

## Svaly a pojiva
Hladké svalstvo je u měkkýšů nejčastější a tvoří i nohu plžů. Pro zatahování plže do ulity slouží sval cívkový. Jeho výběžky v hlavě jsou zatahovače (retraktory) tykadel. Svěrací svaly mlžů tvoří paramyosinová svalovina. Mají zvláštní udržování svalové činnosti: acetylcholin z motoneuronu stimuluje sevření, pro udržení sevření pak už není potřeba další acetylcholin ani depolarizace. Uvolnění (relaxaci) způsobuje až serotonin uvolněný z nervů. Přes 30% kontraktilních bílkovin svěracích svalů tvoří paramyosin a tyto svaly nejsou příčně pruhované. U hlavonožců je k rychlému pohybu hladká svalová tkáň helikální a také příčně pruhovaná svalovina (žíhaná svalová tkáň). Základ pláště škeble tvoří retikulární vazivo (navzájem propojené buňky tvoří síť). Z chrupavčitých tkání se u měkkýšů vyskytuje hyalinní chrupavka (tvořená kolagenními vlákny). Plž Gena ovládá autotomii, tedy oddělení zadního konce nohy, ale jenom jednou. Je to potřebná orgánová soustava.

## Pigmenty
Někteří druhy hlavonožců mají schopnost fyziologické změny barvy = pigment se přemísťuje v chromatoforech při světlých odstínech kolem buněčného jádra a při tmavých odstínech do výběžků. Tato změna barvy je pomalá. Etologická změna barvy při podráždění nebo při různých zrakových vjemech u chobotnic a sépií je velmi rychlá a je řízena centrálně. Barvivo sepií, tzv. inkoust, patří mezi melaniny a je dokonce poživatelné. Barviva plžů jsou různá: černé melaniny či červené rufiny (např. u Arion rufus).